# 528 (numero)
Cinquecentoventotto (528) è il numero naturale dopo il 527 e prima del 529.

## Proprietà matematiche
- È un numero pari.
- È un numero composto con 20 divisori: 1, 2, 3, 4, 6, 8, 11, 12, 16, 22, 24, 33, 44, 48, 66, 88, 132, 176, 264, 528. Poiché la somma dei suoi divisori (escluso il numero stesso) è 960 > 528, è un numero abbondante.
- È un numero triangolare.
- È un numero palindromo nel sistema di numerazione posizionale a base 9 (646), a base 17 (1E1), a base 23 (MM) e a base 32 (GG). In queste due ultime basi è altresì un numero a cifra ripetuta.
- È un numero ondulante nel sistema a base 9 e in quello a base 17.
- È un numero pratico.
- È parte delle terne pitagoriche (46, 528, 530), (154, 528, 550), (171, 528, 555), (220, 528, 572), (340, 528, 628), (396, 528, 660), (455, 528, 697), (528, 605, 803), (528, 630, 822), (528, 704, 880), (528, 896, 1040), (528, 990, 1122), (528, 1025, 1153), (528, 1404, 1500), (528, 1540, 1628), (528, 1900, 1972), (528, 2079, 2145), (528, 2146, 2210), (528, 2880, 2928), (528, 3146, 3190), (528, 3854, 3890), (528, 4340, 4372), (528, 5796, 5820), (528, 6325, 6347), (528, 7735, 7753), (528, 8704, 8720), (528, 11610, 11622), (528, 17420, 17428), (528, 23229, 23235), (528, 34846, 34850), (528, 69695, 69697).

## Astronomia
- 528 Rezia è un asteroide della fascia principale.
- NGC 528 è una galassia lenticolare della costellazione di Andromeda.

## Astronautica
- Cosmos 528 è un satellite artificiale russo.